# مادرید (آیووا)
مادرید (به انگلیسی: Madrid) شهری در ایالت آیووا کشور ایالات متحده آمریکا است که جمعیت آن در سرشماری سال ۲۰۱۰ میلادی، ۲٬۵۴۳ نفر بوده‌است.